# 贵州柴胡
贵州柴胡（学名：Bupleurum kweichowense）为伞形科柴胡属的植物，为中国的特有植物。分布于中国大陆的贵州等地，生长于海拔2,100米的地区，一般生长在山坡草地和多岩石山坡上，目前已由人工引种栽培。